# Almost Fried (But Not Stirred)
Almost Fried (But Not Stirred) är ett samlingsalbum som släpptes 2005. Det samlar outgivet material som Robert Johnson and Punchdrunks spelade in under arbetet med albumet Fried on the Altar of Good Taste 1998-1999. Skivan gjordes endast i begränsad upplaga och gick bara att köpa i samband med bandets spelningar.

## Låtar på albumet
1. Dangerman (Edvind Version)
2. Dr Who
3. Alipang
4. Blues Theme
5. On Her Majestys Secret Service
6. Sputnik Raw
7. Arabesque (Edvin Version)
8. Coyote (A.K.A Rope-A-Dope)
9. The Killer
10. Oh No!! (Its Harry Lime Again) (A.K.A Rubber Room)
11. Escape From New York
12. Frankie Machine
13. Dangerman (Cantina Version)
14. Hipshot (A.K.A Rocket True Temper 20 Oz)
15. Something For Sophia Loren
16. True Dean Carter Wannabees
17. Arabesque (Cantina Version)
18. Lurch Says No
19. Sputnik Monroe (Edvin Version)
20. Bobby Fishers Hideout (A.K.A Galveston Giant)